# Ференцварош (район)
Фе́ренцва́рош (венг. Ferencváros) — исторический район Будапешта. Расположен к югу от Бельвароша, исторического центра Пешта. С точки зрения административного деления города занимает 9 район Будапешта (венг.  Budapest IX. kerülete).
Ференцварош имеет форму неправильной трапеции, расширяющейся к юго-востоку. Район ограничен с северо-запада Таможенным бульваром (Vámház körút), который является частью полукольца Малых бульваров (Kiskörút) и по которому проходит граница с Бельварошем; проспектом Юллёи (Üllői út) с северо-востока; проспектом Хатар (Határ út) с юго-востока и набережной Дуная с юго-запада.

## История
Район назван в честь императора Франца II (Ferenc II), после его коронации 4 декабря 1792 года короной святого Иштвана (в переводе означает «город Франца»). Интенсивная застройка района началась в конце XVIII века. 
В начале XIX века район, расположенный на низком и плоском левом берегу Дуная, неоднократно страдал от наводнений. В конце XIX века в Ференцвароше было построено несколько индустриальных предприятий и Центральный рынок.
Жителями района в 1899 году был основан футбольный клуб «Ференцварош», являющийся в настоящее время самым популярным клубом Венгрии.

## Население
Численность населения Ференцвароша — 63 697 человек (2012). 93,1 % населения — венгры, на втором месте идут цыгане — 1,7 %. Преобладающая религия — католицизм (47,7 %, из которых 1,8 % греко-католики); протестанты составляют 16,1 % населения. 33,9 % жителей не религиозны или не дали ответа на вопрос о вероисповедании.

## Достопримечательности и важные объекты
- Национальный театрНациональный театр.
- Центральный рынок.
- Дворец искусств.
- Музей прикладного искусства.
- Университет Корвина.
- Музей Уникума.
- Кальвинистская церковь на площади Кальвина.
- Приходская церковь св. Франциска Ассизского.
- Улица Радай (Ráday utca) — частично пешеходная улица со множеством кафе, ресторанов, галерей и развлекательных заведений.
- Гроупама Арена — домашний стадион клуба «Ференцварош».
- Железнодорожная станция Ференцварош — крупнейший железнодорожный грузовой узел города.